# ロナルド・マタリータ
ロナルド・アルベルト・マタリータ・ウラテ（Rónald Alberto Matarrita Ulate、1994年7月9日 - ）は、コスタリカ・アラフエラ出身のプロサッカー選手。ギリシャ・スーパーリーグ・アリス所属。コスタリカ代表。ポジションはディフェンダー。

## 経歴

### クラブ
地元クラブのLDアラフエレンセでプロキャリアをスタート。
2016年1月、ニューヨーク・シティFCに移籍。3月のシカゴ・ファイアー戦で移籍後初出場。6月のシアトル・サウンダーズFC戦で初ゴール。シーズン終了後、チームの最優秀ディフェンダーに選ばれた。
2020年12月29日、FCシンシナティへ移籍することが発表された。

### 代表
育成年代からコスタリカ代表に選出されている。2015年9月のブラジルとの親善試合でA代表初キャップ。2016年9月、2018 FIFAワールドカップ・北中米カリブ海4次予選・パナマ戦で初ゴール。
2018 FIFAワールドカップのメンバーにも選ばれたが、初戦の3日前にハムストリングを負傷、登録を抹消された（代わりにケネル・グティエレスが招集）

## 代表歴

### 出場大会
- コスタリカ代表
  - 2022 FIFAワールドカップ

### 試合数
- 国際Aマッチ 56試合 3得点（2015年-）[8]

| コスタリカ代表 | 国際Aマッチ | 国際Aマッチ |
| 年             | 出場        | 得点        |
| -------------- | ----------- | ----------- |
| 2015           | 6           | 0           |
| 2016           | 11          | 2           |
| 2017           | 4           | 0           |
| 2018           | 6           | 1           |
| 2019           | 9           | 0           |
| 2020           | 1           | 0           |
| 2021           | 12          | 0           |
| 2022           | 5           | 0           |
| 2023           | 2           | 0           |
| 2024           |             |             |
| 通算           | 56          | 3           |

### 得点
| No | 開催日         | 開催地             | 対戦国               | スコア | 結果 | 試合概要                    |
| -- | -------------- | ------------------ | -------------------- | ------ | ---- | --------------------------- |
| 1  | 2016年9月6日   | サンホセ           | パナマ               | 3–0    | 3–1  | 2018 FIFAワールドカップ予選 |
| 2  | 2016年11月11日 | ポートオブスペイン | トリニダード・トバゴ | 2–0    | 2–0  | 2018 FIFAワールドカップ予選 |